# Vaya Con Dios
Vaya con dios es un grupo belga de música, su estilo habitual es Jazz suave. Fue fundado en 1986 por Dani Klein, Dirk Schoufs y Willy Lambregt (este último fue sustituido posteriormente por Jean-Michel Gielen)
Tuvieron algo de éxito internacional con canciones como Just a friend of mine (un éxito en Francia), What's a woman (un número uno en los Países Bajos en 1990), Nah neh nah (1990, remezclado por Milk & Sugar en 2011) y Heading for a fall.
Desde 1991, el grupo está formado por la cantante Dani Klein solamente. Incluso el estilo musical y compositivo de la banda cambiaron, con lo que "Vaya con Dios" consiguió popularidad en buena parte de Europa, especialmente en Francia, Alemania, y Escandinavia, hasta 1996, cuando la cantante abandonó los negocios musicales. 
En total, Vaya con Dios ha vendido más de 7 millones de álbumes y más de 3 millones de sencillos.

## Biografía
Dani Klein, la cantante principal, y Willy Lambregt tuvieron un éxito previo con la banda Arbeid Adelt! y decidieron formar la banda Vaya con Dios junto con el contrabajista Dirk Schoufs, ya que compartían interés en la música gypsy music, jazz, y la ópera - géneros que sentían que no eran apreciados en Bruselas.
Su primer sencillo, Just a Friend of Mine, tenía algo de latino y se convirtió en un éxito en Francia, vendiendo más de 300.000 discos. Willy Lambregt abandonó el grupo y fue sustituido por Jean-Michel Gielen. 
Aunque Vaya con Dios era un éxito en los países latinos, la banda permaneció siendo desconocida en Países Bajos, en parte debido a que eran un grupo belga, pero también por su estilo gypsy. En el verano de 1990, finalmente tuvieron su entrada fulgurante en el mercado neerlandés con "What's a Woman?" alcanzando el número uno por tres semanas, convirtiendo a Vaya con Dios en los segundos artistas belgas en alcanzar el número uno en Países Bajos. (El primero fue Ivan Heylen en 1974.) La canción es acerca de las dificultades de un hombre y una mujer que aunque se necesitan, algunas veces no se entienden.
En 1991, Dani Klein y Dirk Schoufs decidieron separarse, y desde entonces el grupo se compone de Klein con un grupo de músicos. El 24 de mayo de 1991, Schoufs murió por causa de una enfermedad agravada por el sida. (Contrajo el VIH debido a su adicción a la heroína.) Su tercer álbum, Time Flies, es mucho más melancólico que sus predecesores.
Aunque la música y la composición de la banda cambiaran, Vaya con Dios siguió siendo popular en Europa - especialmente en Francia, Alemania y en los países escandinavos - hasta 1996, cuando Kein dejó la música debido al cansancio. Regresó en 1999 como cantante en el grupo Purple Prose. Vaya con Dios regresó en 2004 con un nuevo álbum titulado The Promis, con una compañía independiente.
En 2006, se lanzó un álbum de grandes éxitos The Ultimate Collection, con un DVD del concierto acústico de Bruselas, y algunos extras, como una entrevista con Danu, algunas fotos.. Pauvre Diable fue el primer sencillo.
En octubre de 2009 se estrenó su álbum 'Comme On Est Venu'. Esta vez, todas las canciones del álbum estaban en francés.

## Discografía

### Álbumes

#### Álbumes de estudio
| Fecha              | Álbum             | Posición      | Posición       | Posición | Posición | Posición | Posición | Posición | Posición | Certificación (Lista de ventas)                                     |
| Fecha              | Álbum             | BEL (Flandes) | BEL (Wallonia) | HOL      | AUT      | SUI      | SUE      | NOR      | FIN      | Certificación (Lista de ventas)                                     |
| ------------------ | ----------------- | ------------- | -------------- | -------- | -------- | -------- | -------- | -------- | -------- | ------------------------------------------------------------------- |
| Octubre de 1988    | Vaya con Dios     | —             | —              | —        | 10       | 23       | 9        | —        | —        | - FIN: 2 x Platinum                                                 |
| Abril de 1990      | Night Owls        | —             | —              | —        | 4        | 1        | 8        | —        | —        | - NLD:Platinum (NL) - GER: Platinum - FIN: Gold                     |
| Septiembre de 1992 | Time Flies        | —             | —              | 8        | 4        | 1        | 13       | 11       | —        | - NLD: Platinum - CHE: 3 x Platinum - GER: Platinum - NOR: Platinum |
| Septiembre de 1995 | Roots and Wings   | 1             | 2              | 10       | 11       | 3        | 16       | 5        | 32       | - NLD: Gold - NOR: Gold                                             |
| Octubre de 2004    | The Promise       | 12            | 73             | 96       | —        | 67       | —        | —        | 32       |                                                                     |
| Octubre de 2009    | Comme on est venu | 7             | 4              | —        | —        | —        | —        | —        | —        |                                                                     |

#### Álbumes de recopilación
| Fecha             | Álbum                                           | Posición      | Posición       | Posición | Posición | Posición | Posición | Posición | Posición | Certificación (Lista de ventas) |
| Fecha             | Álbum                                           | BEL (Flandes) | BEL (Wallonia) | HOL      | AUT      | SUI      | SUE      | NOR      | FIN      | Certificación (Lista de ventas) |
| ----------------- | ----------------------------------------------- | ------------- | -------------- | -------- | -------- | -------- | -------- | -------- | -------- | ------------------------------- |
| Octubre de 1996   | Best Of Vaya con Dios                           | 3             | 3              | 20       | 15       | 19       | 1        | 4        | —        | - NOR: Gold                     |
| Noviembre de 1998 | What's A Woman: The Blue Sides Of Vaya con Dios | —             | —              | —        | —        | —        | —        | —        | —        |                                 |
| Noviembre de 2006 | The Ultimate Collection                         | 5             | 9              | —        | —        | 52       | 52       | —        | 26       |                                 |

### Sencillos
| Año  | Sencillo                                  | Posición  | Posición  | Posición | Posición | Posición | Posición | Certificación (Lista de ventas) | Álbum                   |
| Año  | Sencillo                                  | BEL (Fla) | BEL (Val) | HOL      | FRA      | AUT      | SUI      | Certificación (Lista de ventas) | Álbum                   |
| ---- | ----------------------------------------- | --------- | --------- | -------- | -------- | -------- | -------- | ------------------------------- | ----------------------- |
| 1987 | "Just A Friend Of Mine"                   | —         | —         | —        | 7        | —        | —        |                                 | Vaya con Dios           |
| 1987 | "Puerto Rico"                             | —         | —         | —        | 46       | 7        | —        |                                 | Vaya con Dios           |
| 1988 | "Don't Cry for Louie"                     | —         | —         | 54       | —        | 16       | —        |                                 | Vaya con Dios           |
| 1989 | "Johnny" (estrenado solamente en Francia) | —         | —         | —        | —        | —        | —        |                                 | Vaya con Dios           |
| 1990 | "Nah Neh Nah"                             | —         | —         | 4        | —        | 25       | 21       |                                 | Night Owls              |
| 1990 | "What's a Woman?"                         | —         | —         | 1        | 5        | 7        | 6        | NL: Gold                        | Night Owls              |
| 1990 | "Night Owls"                              |           | —         | 51       | —        | —        | —        |                                 | Night Owls              |
| 1992 | "Heading for a Fall"                      | —         | —         | 3        | —        | 10       | 5        |                                 | Time Flies              |
| 1992 | "Time Flies"                              | —         | —         | 51       | —        | 29       | 30       |                                 | Time Flies              |
| 1993 | "So Long Ago"                             | —         | —         | —        | —        | —        | —        |                                 | Time Flies              |
| 1995 | "Don't Break My Heart"                    | 6         | 8         | 28       | —        | —        | —        |                                 | Roots and Wings         |
| 1996 | "Stay with Me"                            | 46        | —         | —        | —        | —        | —        |                                 | Roots and Wings         |
| 1996 | "Lonely Feeling"                          | —         | —         | —        | —        | —        | —        |                                 | Roots and Wings         |
| 2004 | "No One Can Make You Stay"                | —         | —         | —        | —        | —        | —        |                                 | The Promise             |
| 2005 | "La Vida Es Como Una Rosa/Take Heed"      | —         | —         | —        | —        | —        | —        |                                 | The Promise             |
| 2006 | "Pauvre Diable"                           | —         | 17        | —        | —        | —        | —        |                                 | The Ultimate Collection |
| 2006 | "What's a Woman" ft. Aaron Neville        | —         | —         | —        | —        | —        | —        |                                 | The Ultimate Collection |
| 2009 | "Les voiliers sauvages de nos vies"       | 12        | 34        | —        | —        | —        | —        |                                 | Comme on est venu       |
| 2010 | "Hey (Nah Neh Nah)" (vs.Milk & Sugar)     | 10        | 46        | 5        | —        | 6        | 4        | - ALE: Oro                      |                         |